# Valinda
|  | Dieser Artikel wurde aufgrund von inhaltlichen Mängeln auf der Qualitätssicherungsseite des Projektes USA eingetragen. Hilf mit, die Qualität dieses Artikels auf ein akzeptables Niveau zu bringen, und beteilige dich an der Diskussion! Eine nähere Beschreibung der zu behebenden Mängel fehlt. |

Valinda ist ein census-designated place (CDP) im Los Angeles County im US-Bundesstaat Kalifornien. Der Ort hat eine Fläche von 5,2 km² und befindet sich bei den geographischen Koordinaten 34,04° Nord, 117,93° West. Das U.S. Census Bureau hat bei der Volkszählung 2020 eine Einwohnerzahl von 22.437 ermittelt.